# Aloe thraskii
El aloe costero (Aloe thraskii Baker) es una especie de planta suculenta perteneciente a la familia Xanthorrhoeaceae. El país de origen es Sudáfrica. Crece en las dunas desde Durban al matorral de Maputalandia-Pondolandia.

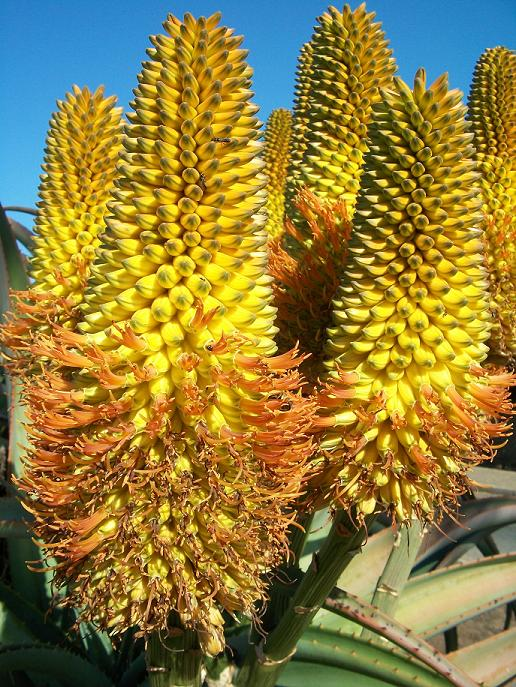
Inflorescencias

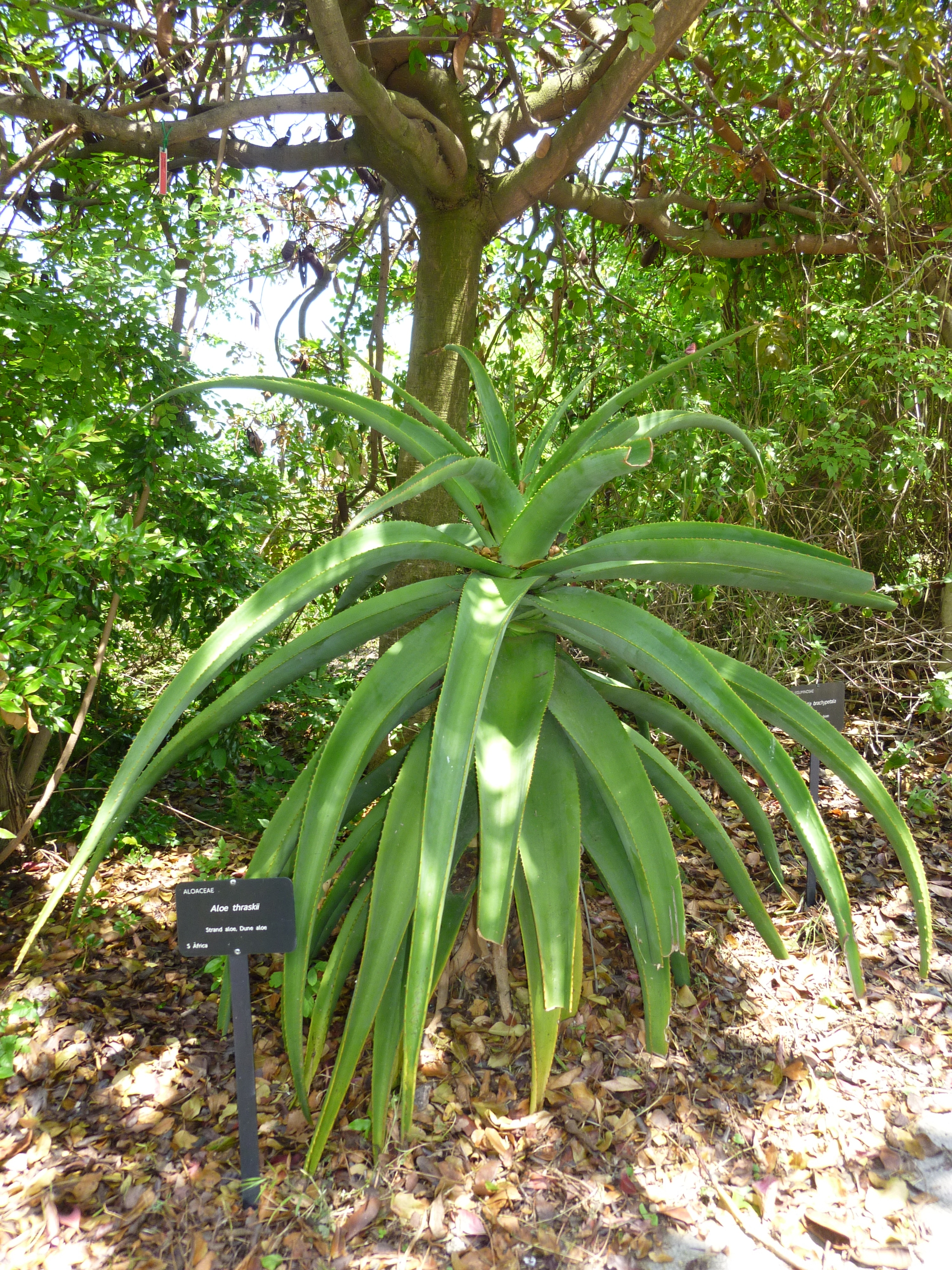
Vista de la planta

## Descripción
Es un aloe tropical con atractivas hojas curvadas. Produce flores anaranjadas con puntos hermosos de color amarillo limón y desarrolla un tronco arbolado mientras que crece lentamente.
Es un árbol de tallo simple, que alcanza un tamaño de l-2 (-4) m de altura. Con muchas hojas, de 1,0-1,6 x 0,13-0,22 m, profundamente canalizadas, de color verde oliva, el haz sin espinas, el envés con pocas espinas en la línea media. La inflorescencia con 4-8 racimos, de 500-800 mm de altura; en forma de racimos cilíndricos-cónicos, muy densos, con brácteas ovado-aguda, 9.7 x 4.6 mm, 5-7-nervadas.Las flores de color verdoso a anaranjado en flor, de color amarillo limón a naranja pálido durante la floración, de 18-29 mm de largo, ventricosas.

## Distribución y hábitat
Es endémica de KwaZulu-Natal. Esta es una de las pocas especies de Aloe que no se producen lejos del mar. En la naturaleza solo crece en las dunas de la playa, y en el cultivo no va a prosperar lejos de la costa.
Las recurvadas hojas profundamente canalizadas de esta especie recuerdan a las de Aloe alooides, pero son algo más grandes y menos fuertemente recurvadas en esta especie. La inflorescencia de A. thraskii difiere de la de A. alooides en cada detalle.

## Taxonomía
Aloe thraskii fue descrita por Baker y publicado en J. Linn. Soc., Bot. 18: 180. 1880
Etimología
Ver: Aloe
thraskii: epíteto